# Lehmen
Lehmen település Németországban, Rajna-vidék-Pfalz tartományban. Lakosainak száma 1273 fő (2023. december 31.).

## Népesség
A település népességének változása:
| Lakosok száma | 1317 | 1313 | 1332 | 1302 | 1273 |
|               | 2017 | 2019 | 2021 | 2022 | 2023 |